# Garuva
Garuva este un oraș în Santa Catarina (SC), Brazilia.